# 圣基所恭圣殿

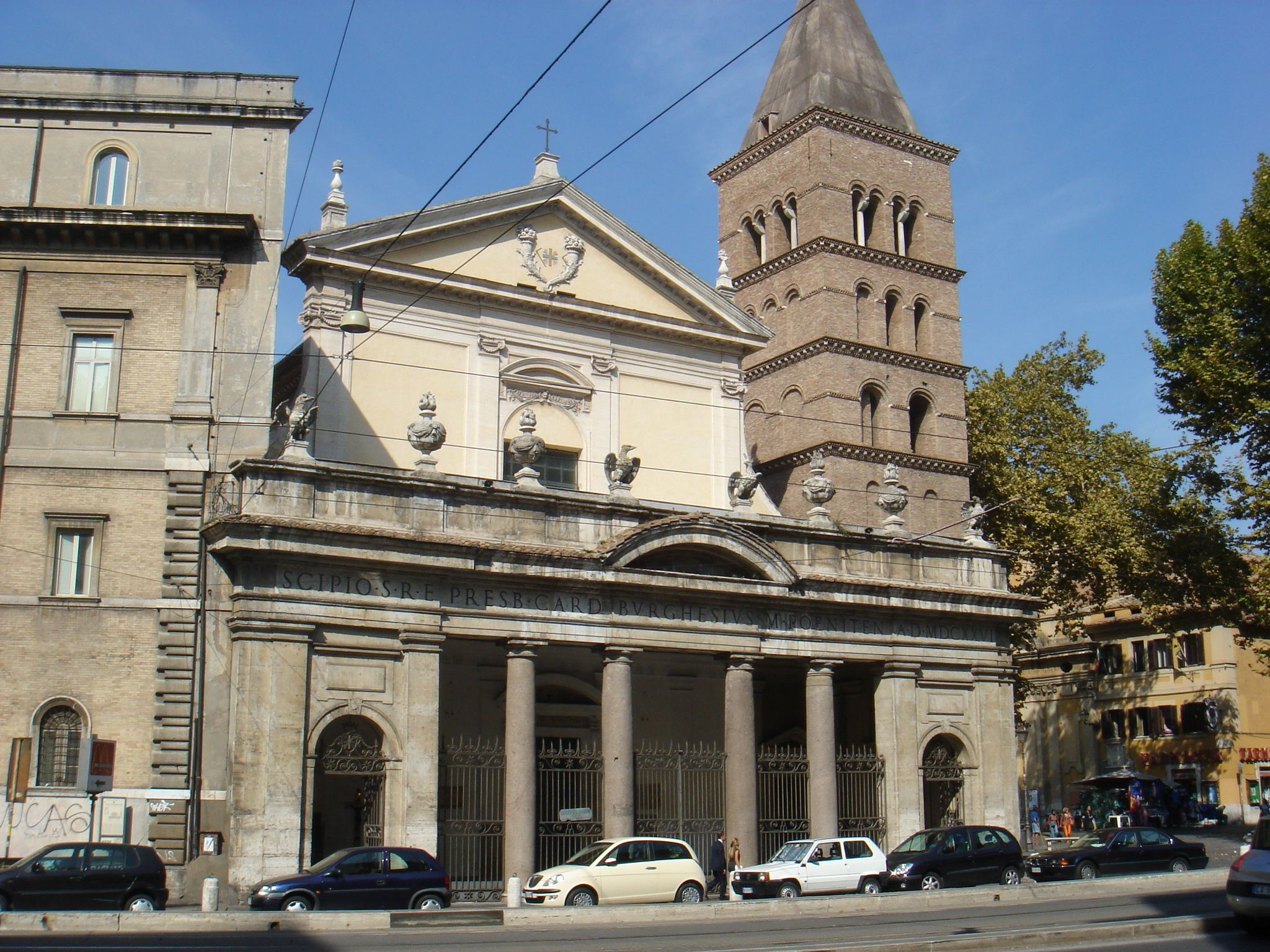
圣基所恭圣殿

圣基所恭圣殿（義大利語：Basilica di San Crisogono）是意大利罗马的一座罗马天主教宗座圣殿，位于特拉斯提弗列区，供奉殉教者圣基所恭。
圣基所恭圣殿是一座領銜聖堂，罗马最早的本堂区圣堂。它可能由教宗西尔维斯特一世兴建于公元4世纪（314–335），重建于12世纪及17世纪初。 
圣基所恭圣殿由聖三會管理。不過也有作為司鐸級樞機的領銜聖堂，前一任樞機司鐸为前高雄教区和花蓮教区主教單國璽（2006年退休），現任則是首爾教区暨平壤教區宗座署理的廉洙政總主教。 前任樞機司鐸中，曾有一位被选为教宗良十三世。